# Street Fighter 6
Street Fighter 6 (ストリートファイター6 Sutorīto Faitā Shikkusu?) es un videojuego de lucha desarrollado y publicado por Capcom. Es el sexto título de la serie principal de juegos de Street Fighter. El juego fue lanzado el 2 de junio de 2023 para Microsoft Windows, PlayStation 4, PlayStation 5 y Xbox Series X/S, y será lanzado para Nintendo Switch 2 el mismo día de salida de la consola.

## Jugabilidad
Street Fighter 6 presenta tres modos de juego generales: Fighting Ground, World Tour y Battle Hub. Fighting Ground contiene batallas versus locales y en línea, así como modos de entrenamiento y arcade, todos con un juego de lucha en 2D similar al de los juegos anteriores de la serie, en el que dos luchadores usan una variedad de ataques y habilidades especiales para noquear a su oponente. World Tour es un modo de historia para un jugador que presenta un avatar de jugador personalizable que explora entornos 3D con un juego de acción y aventura. Battle Hub actúa como un modo de lobby en línea, con otras características que se revelarán en el futuro.
El juego de lucha principal de Street Fighter 6 se basa en Drive Gauge, un sistema diseñado para fomentar la creatividad de los jugadores. El indicador se puede usar para cinco técnicas diferentes, lo que requiere que los jugadores elijan cuál priorizar. La mayoría de las mecánicas de Drive Gauge se basan en mecánicas previamente existentes de juegos anteriores de la línea principal de Street Fighter, como Parry, Focus Attack y EX move, entre otros. El juego presenta dos tipos de control: el esquema de control «clásico» tiene un diseño de seis botones que funciona de manera similar a las entradas anteriores, mientras que el esquema de control «moderno» asigna movimientos especiales a un solo botón combinado con una entrada direccional.
El uso de múltiples súper combos regresa de la subserie Street Fighter Alpha y de Ultra Street Fighter IV, con su variante Ultra Combo W. Sin embargo, cada personaje solo tiene tres súper combos basados en su indicador de nivel respectivo. Por ejemplo, Shinku Hadoken, Shin Hashogeki y Shin Shoryuken de Ryu solo se pueden usar en los niveles 1, 2 y 3 respectivamente.
Un sistema de comentarios en tiempo real es una característica completamente nueva en Street Fighter 6, donde los comentaristas jugada a jugada y «de color», narran la acción en tiempo real en inglés o japonés, dándole una sensación más estilo torneo a las partidas.

## Personajes
El juego cuenta con dieciocho personajes en la plantilla base. Se destacan a los personajes nuevos en negrita.
| - A.K.I. (DLC) - Akuma (DLC) - Alex (DLC) - Blanka - C. Viper (DLC) - Cammy - Chun-Li - Dee Jay | - Dhalsim - Ed (DLC) - E. Honda - Elena (DLC) - Guile - Ingrid (DLC) - Jamie - Juri Han | - JP - Ken - Kimberly - Lily - Luke - M. Bison (DLC) - Mai (DLC) - Manon | - Marisa - Rashid (DLC) - Ryu - Sagat (DLC) - Terry (DLC) - Zangief |

Notas:
1. 1 2  Personaje invitado

## Desarrollo
Capcom publicó un temporizador de «Cuenta regresiva de Capcom» el 14 de febrero de 2022, con un anuncio pendiente una vez que el reloj terminara su cuenta regresiva de siete días. El 21 de febrero de 2022, se anunció Street Fighter 6, provocando el regreso de Ryu y Luke, el último de los cuales debutó por primera vez en la «temporada» final de contenido descargable de Street Fighter V.
El 2 de junio de 2022, se mostró un avance del juego en el State of Play de junio de PlayStation. En el avance se anunciaron los modos World Tour, Battle Hub y Fighting Grounds, se mostró el regreso de Chun-Li y otros personajes clásicos de Street Fighter II, y se presentaron a seis personajes nuevos llamados Jamie, JP, Kimberly, Manon, Marisa y Lily. Se anunció que la fecha de lanzamiento sería en 2023 para Microsoft Windows, PlayStation 4, PlayStation 5 y Xbox Series X/S con una función de comentarios en el juego, una novedad para esta serie de juegos. El juego fue desarrollado en el motor RE Engine y es compatible con el juego multiplataforma además de usar rollback para su netcode.

### Música
El tema principal del juego se titula Not on the Sidelines, producido por GRP y los raperos Rocco 808 y Randy Marx. El videoclip oficial de la canción también cuenta con los artistas Sumi Oshima y Benny Diar, y está dirigido y editado por Ross Harris. Según el compositor principal Yoshiya Terayama, la banda sonora estuvo influenciada por la cultura hip-hop y tenía la intención de representar «una nueva generación para la serie». En lugar de arreglos alrededor de motivos musicales, los temas de los personajes se basan en nuevas composiciones, siendo el concepto los personajes si aparecieran en las calles.

## Recepción
Street Fighter 6 recibió críticas mayormente positivas por parte de la prensa especializada. En el sitio web Metacritic, que recopila reseñas de distintos medios, cuenta con una puntuación promedio superior a 90 sobre 100 en todas las plataformas en donde fue lanzado. Además, fue incluido en la lista de los «Mejores videojuegos de 2023» por publicaciones como Rolling Stone, Empire y The Guardian. También resultó ganador del premio al mejor videojuego de lucha en The Game Awards 2023.

### Ventas
El juego vendió más de un millón de copias en solo cinco días tras su lanzamiento. Para enero de 2024, la cifra total de ventas aumentó a más de tres millones de unidades. En junio de 2025, Capcom anunció que el juego había vendido más de cinco millones de copias.